# Monopyle angustifolia
Monopyle angustifolia är en tvåhjärtbladig växtart som beskrevs av Karl Fritsch. Monopyle angustifolia ingår i släktet Monopyle och familjen Gesneriaceae. Inga underarter finns listade i Catalogue of Life.